# Manuel Jorge Domínguez
Manuel Jorge Domínguez Díaz (* Barredos, 8 de diciembre de 1962). Es un exciclista español, profesional entre 1985 y 1992, cuyos mayores éxitos deportivos los obtuvo en 1986 cuando se hizo con una victoria de etapa en la Vuelta a España, y en 1987 cuando logró otra victoria de etapa en el Tour de Francia.
Participó en la prueba de fondo en carretera de los Juegos Olímpicos de 1984 en Los Ángeles, no llegando a finalizar la carrera.
Actualmente regenta una empresa de equipamientos deportivos personalizados con la marca MJDSport.

## Palmarés
| 1983 (amateur) - Bizkaiko Bira 1984 (amateur) - Gran Premio della Liberazione 1986 - 1 etapa de la Vuelta a España - 1 etapa de la Vuelta a Murcia - 1 etapa de la Vuelta a La Rioja - 3.º en el Campeonato de España en Ruta 1987 - 1 etapa del Tour de Francia - 1 etapa de la Vuelta al País Vasco - 3.º en el Campeonato de España en Ruta 1988 - 2 etapas de la Vuelta a Galicia - 1 etapa de la Vuelta a Asturias - 1 etapa de la Vuelta al País Vasco - 2.º en el Campeonato de España en Ruta | 1989 - G.P. Llodio - 1 etapa de la Vuelta a Asturias - 1 etapa de la Volta a Cataluña - 1 etapa de la Vuelta a Castilla y León - 1 etapa del Gran Premio de Midi Libre 1991 - 3.º en el Campeonato de España en Ruta |

## Resultados en Grandes Vueltas y Campeonatos del Mundo
Durante su carrera deportiva consiguió los siguientes puestos en las Grandes Vueltas y en los Campeonatos del Mundo en carretera:
| Carrera         | 1985 | 1986 | 1987  | 1988  | 1989 | 1990  | 1991 | 1992 |
| --------------- | ---- | ---- | ----- | ----- | ---- | ----- | ---- | ---- |
| Giro de Italia  | -    | -    | -     | -     | -    | -     | -    | -    |
| Tour de Francia | -    | -    | 118.º | 128.º | -    | -     | Ab.  | -    |
| Vuelta a España | Ab.  | 75.º | 62.º  | 56.º  | 62.º | 105.º | 80.º | 58.º |
| Mundial en Ruta | -    | -    | -     | -     | -    | -     | -    | -    |

-: no participa 

Ab.: abandono

## Equipos
- Seat-Orbea (1985-1986)
- B. H. Sport (1987-1989)
- Tulip Computers (1990)
- CLAS-Cajastur (1991-1992)